# Évangile selon Thomas
Ne doit pas être confondu avec Actes de Thomas, Livre de Thomas ou Évangile de l'enfance selon Thomas.

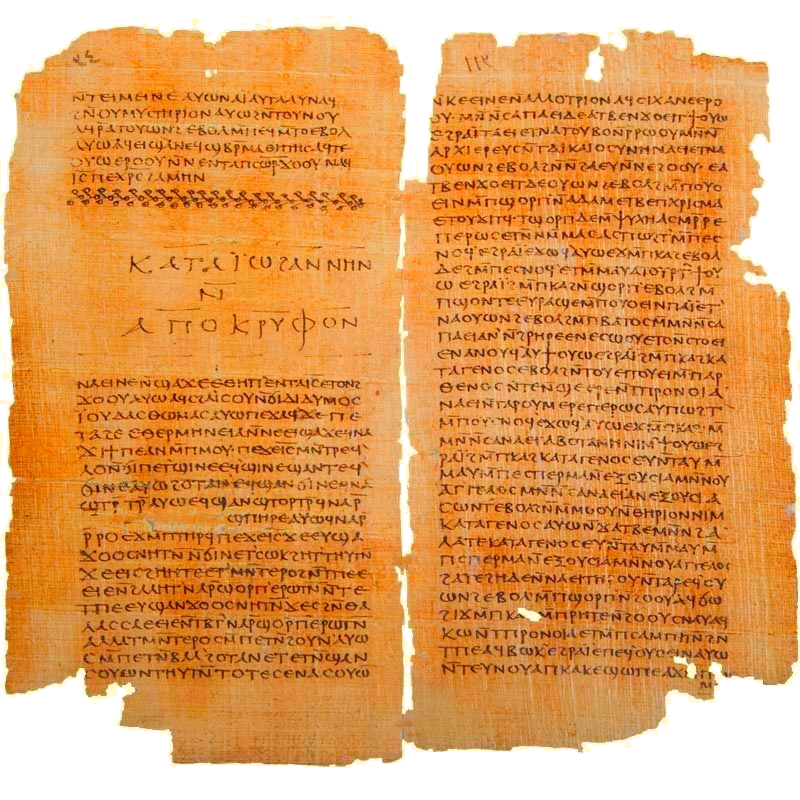
Une feuille de papyrus du codex II de Nag Hammadi sur lequel on a découvert une version complète de l’évangile selon Thomas.

L’évangile selon Thomas est un évangile qui ne comporte que des paroles attribuées à Jésus. Il a probablement été écrit en grec et contient des logia peut-être antérieurs à l'écriture des plus anciens évangiles canoniques. Il a par la suite été déclaré apocryphe par la Grande Église au point de totalement disparaître. Contrairement aux autres apocryphes rejetés pour l'absence de message spirituel de leurs anecdotes, il ne contient guère d'anecdotes ni de récit et consiste presque exclusivement en messages spirituels.
Découvert en décembre 1945 à Nag Hammadi, en Haute-Égypte, associé dans le même codex à d’autres textes également rédigés en copte, le manuscrit, désormais conservé au musée copte du Caire, date du IVe siècle mais a probablement été rédigé sur base d'un original grec dont on a retrouvé des traces dans des papyrus d'Oxyrhynque datés du IIIe siècle.
Ce « cinquième évangile » pourrait provenir d'un milieu syriaque ou palestinien, et avoir été rédigé par une série de rédacteurs entre les Ier et IIe siècles. Certains chercheurs y détectent des éléments pré-synoptiques. Toutefois, ce point de vue ne fait pas consensus.
Il s'agit d'un recueil de sentences — des logia — qui, selon l’incipit du texte, auraient été prononcées par Jésus et transcrites par « Didyme Jude Thomas », c'est-à-dire l'apôtre Thomas. Au nombre de 114, les logia sont ainsi le plus souvent précédés de la mention « Jésus a dit ». Bon nombre ont leur parallèle dans les évangiles selon Matthieu et selon Luc ainsi que, dans une moindre mesure, dans l’Évangile selon Marc. Ces parallèles ont souvent une rédaction et une conclusion différentes de ce qu'on trouve dans les synoptiques. Les fragments qu'on a retrouvés en grec datant du IIe siècle présentent eux-mêmes des différences avec la version copte.

## Découverte
La version complète en langue copte de l’évangile de Thomas a été découverte en 1945 dans une jarre de plus d'un mètre de haut, cachée dans un cimetière païen de Nag Hammadi (Égypte) ou dans une grotte. Les paysans qui ont découvert ces manuscrits ont donné plusieurs versions, de sorte que si on est sûr de la localisation de Nag-Hammadi, l’environnement précis de la découverte de cette jarre n'est pas connu. Aux côtés du codex sur lequel figurait cet évangile, se trouvaient onze autres codex en papyrus datant du IVe siècle et rassemblant cinquante-deux écrits. Comme les couvertures de certains des écrits étaient formées de papyrus documentaires dont certains étaient datés, il a été possible de déterminer précisément après quelle date ces manuscrits ont été cachés. Les textes retrouvés dans cette amphore figuraient sur la liste d'un décret de l’évêque Athanase d'Alexandrie (IVe) qui ordonnait leur destruction.
Avant cette découverte, on ne connaissait que moins de dix logia de ce texte grâce à des fragments en grec datant de la fin du IIe ou du début du IIIe siècle, notamment ceux retrouvés dans des fouilles à Oxyrhynque,.
L’évangile de Thomas retrouvé à Nag-Hammadi figurait dans le même codex — le II — que d'autres textes chrétiens eux aussi dans leur version copte.

## Contenu
C’est un recueil de logia (terme grec signifiant « paroles »), c’est-à-dire d'expressions de Jésus, au nombre de cent quatorze, qui se suivent sans ordre apparent et sont le plus souvent précédés de la mention « Jésus a dit ». Ces paroles relèvent de plusieurs types littéraires : « apophtegmes (adages, maximes), logia (dits de sagesse), paroles prophétiques et apocalyptiques, paroles sur la loi et sur la communauté, paroles à la première personne et paraboles ».
Bien que de nombreuses sentences soient propres à cet évangile et que certaines même proposent une vision de la foi différente de celle des évangiles canoniques, soixante-dix-neuf de ces logia trouvent leurs parallèles dans la littérature synoptique, pour l'essentiel dans les évangiles selon Matthieu et selon Luc et, dans une moindre mesure, dans l’évangile selon Marc. Cela peut signifier une influence des synoptiques sur Thomas, ou l’inverse. Cela peut aussi être le signe que Thomas et les synoptiques avaient une source commune,.
Il n’y est pas fait mention de la naissance de Jésus, de sa mort ou de sa résurrection. Dans le logion no 12, les disciples interrogent simplement Jésus, pour savoir quel chef « se fera grand sur eux » lorsqu'il les « quittera ». Jésus désigne alors Jacques le Juste.
Le genre littéraire de recueil de paroles de Jésus est attesté par des fragments retrouvés en Égypte et notamment des fragments d'un évangile attribué à Matthieu, différent de celui que l'on connaît[réf. non conforme], et par les écrits de Pères de l'Église comme Papias d'Hiérapolis qui mentionne un recueil de paroles de Jésus écrit en langue hébraïque par Matthieu, « que chacun traduisait (ou interprétait) comme il pouvait. » C'est à ce genre littéraire qu'appartient aussi l’hypothétique source Q, qui, selon la « théorie des deux sources », serait avec une version de l’Évangile selon Marc le matériel sur lequel se seraient fondés les rédacteurs des évangiles selon Matthieu et Luc. Certains auteurs reconnaissent dans l’évangile selon Thomas des éléments pré-synoptiques, mais cette position ne fait pas consensus. Il est possible que ce genre littéraire ait précédé la rédaction des évangiles canoniques.

## Titre
Le titre original du texte est non pas l’Évangile de Thomas — expression qui reprend une formulation secondaire figurant à la fin du texte, probablement calqué sur l'intitulé des titres des évangiles canoniques — mais, suivant l'incipit, Les paroles secrètes de Jésus écrites par Thomas. Suivant cet incipit, certains auteurs ont insisté sur l'aspect ésotérique du texte, et de sa théologie, mais celui-ci est néanmoins à relativiser : le terme « secret » ou « caché » renvoie davantage au caractère mystérieux des paroles de Jésus qu'à une transmission entre initiés. Au-delà de leur sens manifeste, les paroles de Jésus ont un sens plus profond qui ne se révèle qu'au prix d'un effort d'interprétation dont, dans le logion no 1 qui suit l'incipit, Jésus semble donner la clef herméneutique et inviter à cette interprétation : « Celui qui trouvera l'interprétation de ces paroles ne goûtera pas la mort ». La suite du texte insiste sur la nécessité d'approfondir certaines paroles, en répétant à plusieurs reprises « Que celui qui a des oreilles (pour entendre) entende » (une phrase que l'on retrouve souvent dans les évangiles canoniques ainsi que dans l'Apocalypse de saint Jean entre autres). Il est à remarquer que dans les évangiles canoniques, tout comme dans l'évangile selon Thomas, Jésus affirme « qu'il n'y a rien de caché qui ne sera révélé ».

## Datation
La datation est débattue car la nature même du texte le rend difficile à dater avec précision : constitué d'un assemblage de citations, son corpus est évidemment plus malléable que les évangiles canoniques les plus connus et, par conséquent, la genèse de sa formation doit être abordée de manière singulière : ainsi se pose davantage la question de savoir quand la compilation a débuté, comment elle s'est poursuivie et quand elle s'est fixée, si ce fut le cas. Les chercheurs sont partagés entre des datations situées, d'un côté, vers 50 ap. J.-C. — au moins pour le noyau de l'évangile —  et de l’autre, à la fin du IIe siècle, une large majorité de chercheurs penchant pour une rédaction au deuxième siècle et plus particulièrement pour une date comprise entre 135 et 200.
Des indices semblent témoigner de l’existence de certaines versions de l’évangile de Thomas dès le Ier siècle : la collection de citations est une forme littéraire qui appartient à la première période de l’activité littéraire chrétienne, à rapprocher de la source Q, une collection de proverbes et paraboles utilisées pour la composition des évangiles selon Matthieu et Luc. Le fait que le nom de Jésus — simplement nommé comme tel — ne soit accompagné d'aucun des titres christologiques dont l’apparition est plus tardive est également à considérer. L’existence de ces versions de la fin du Ier siècle ne signifie pas pour autant que l’évangile aujourd'hui connu remonte à cette période haute, car le texte témoigne de nombreux ajouts, modifications et innovations.
Avec la Grande Révolte juive de 66-74, la collecte de paroles comme forme d'évangile semble — pour des raisons inconnues — passer de mode, notamment au profit d'un genre narratif, qui se présentent comme des « biographies » de Jésus. C'est alors qu'apparaît également une nouvelle forme d'évangiles dans lesquels le Jésus ressuscité délivre une connaissance ésotérique ; ce genre reprend et développe de plus anciennes citations attribuées à Jésus. Ces traces de réécritures gnosticisantes du texte portent à ne pas dater la version connue actuellement avant le milieu du IIe siècle. Ainsi, depuis les dernières décennies du Ier siècle, lorsque la collecte et la fixation des paroles de Jésus étaient toujours en cours et en débat, la compilation de l’évangile de Thomas a pu se poursuivre au cours du IIe siècle, permettant au corpus de grandir et d'évoluer jusqu'à la version copte trouvée à Nag-Hammadi, vraisemblablement copiée au IVe siècle par un moine de Haute-Égypte. Dans l’exégèse de ce texte, il faut ainsi prendre en compte la possibilité de datations différentes pour chacun des logia qui le composent.
Dans les débats modernes sur la datation, la littérature ésotérisante a également voulu y voir un texte antérieur aux écrits néotestamentaires.

## Diffusion
Si l’on compare le nombre d’exemplaires préservés de l'Évangile selon Thomas en grec (3 ex.), aux IIe et IIIe siècles, il se situe dans la moyenne des autres textes chrétiens en grec. Ce qui suggère qu'il y avait un lectorat moins important que pour le Livre des Psaumes (16 ex.) ou le Pasteur d’Hermas (11 ex.), mais plus important que pour l'Évangile selon Marc, les deux Épîtres de Pierre ou les deux premières Épîtres de Jean (1 ex. chacun). Pour les trois exemplaires connus, il s’agit de copies destinées à un usage privé, ce qui « donnerait à penser qu’il n’y a pas, derrière le texte, une (ou des) communauté(s) spécifique(s) qui en auraient fait usage. » Il semble que ces trois manuscrits ont « été copiés et utilisés par les mêmes cercles chrétiens que […] les autres textes trouvés à Oxyrhynque ou dans d’autres sites égyptiens. »

## Auteur
Le texte copte de Nag-Hammadi s'ouvre sur l’incipit suivant :

« Voici les paroles cachées que Jésus le Vivant a dites et qu'a écrites Didyme Judas Thomas. »

Le texte est ainsi assigné à un certain « Didyme Judas Thomas » ou, dans le texte grec plus ancien que l’on connaît par le Papyrus Oxyrhynchus 654 (P. Oxy. 654), plus simplement à « [Judas, qui est aussi] (appelé) Thomas », tel que le texte est en général reconstitué, la partie entre crochets étant manquante.
Ensemble de citations compilées, avec des matériaux ajoutés, adaptés ou supprimés au fil du temps et des circonstances, il est admissible que l’évangile de Thomas ait été composé par une série de rédacteurs variant dans le temps et dans l’espace. Il n'est donc pas nécessaire d'attacher trop d'importance historique à la mention de cet incipit très probablement pseudonyme. Celui-ci n'en atteste pas moins de certaines traditions.

## Lien avec l'apôtre Thomas
Si le nom de Judas est bien attesté comme tel, les noms « didyme » et « thoma » sont eux simplement des mots utilisés respectivement en grec et en araméen pour désigner un « jumeau ». Ainsi, le document a été originellement attribué à « Judas le Jumeau » puis, ultérieurement, un rédacteur a ajouté le terme grec pour éclairer les lecteurs ne comprenant pas la racine sémitique thoma.
La figure apostolique de Judas Thomas est intimement liée au christianisme de Syrie ainsi que l'atteste une abondante littérature : les Actes de Thomas, le Livre de Thomas l’Athlète, la Doctrine d'Addaï… On la retrouve également dans des récits aussi légendaires que les évangiles canoniques, qui racontent comment il a favorisé l’évangélisation du royaume d'Édesse en y envoyant — selon de multiples sources indépendantes — l’apôtre Thaddée pour répondre à une promesse de Jésus à « Abgar le Noir », voire — suivant d'autres versions — en s'y rendant lui-même. Ces récits, qualifiés de « légendaires » par la Grande Église depuis une date inconnue remontant à quelques siècles, sont toutefois considérés comme ayant pour base des faits réels par des historiens comme Robert Eisenman ou Ilaria Ramelli. Les Actes de Thomas le voient poursuivre son œuvre évangélique jusqu'en Inde où il est martyrisé avant que ses restes soient retournés « vers l’ouest », probablement à Édesse où effectivement une partie de ses restes ont été remmenés à la fin du IIe siècle et qui devient un lieu de pèlerinage à sa mémoire. Ainsi, les chrétiens orientaux de Syrie considèrent Judas Thomas comme l’apôtre fondateur de leur Église.

## Milieu d'origine de la composition de cet évangile
Le nom de l’apôtre « Judas Thomas » ou « Didymos Judas Thomas » se retrouve dans les premiers textes chrétiens liés à la Syrie et aux traditions syriaques. Judas Thomas est quant à lui bien attesté comme apôtre de Syrie et plus particulièrement de la ville d'Édesse, alors capitale du petit royaume d'Osrhoène (actuelle Urfa dans l’est de la Turquie) ce qui peut laisser penser que cette région est le bassin rédactionnel de l’évangile de Thomas, ce qui est communément admis par nombre de chercheurs depuis les travaux d'Émile Puech. Selon la Tradition locale dont il existe de nombreux textes antiques et même des inscriptions lithiques à Éphèse et dans la ville de Philippes en Macédoine, Abgar V, « roi d'Édesse aurait écrit à Jésus pour l'inviter à prêcher dans son royaume. » « La tradition veut aussi que la communauté d'Édesse ait été fondée par un disciple de l'apôtre Thomas appelée Addaï » ou Thaddée d'Édesse, venu de Banyas en Palestine (vers 37).
Selon François Blanchetière, Édesse jouait alors un rôle de plaque tournante dans l'expansion du christianisme judaïque vers l'espace parthe, l'Adiabène et le sud de l'Arménie. « En Syrie, la langue ne constituait pas une barrière culturelle » parce que les deux langues, syriaque et grec, « constituaient l'expression et le véhicule d'une même et unique civilisation hellénistique, une tradition remontant aux origines de l'empire séleucide. » Le christianisme de cette région était « indépendant du christianisme hellénistique » des églises de Rome ou de la province romaine d'Asie, ainsi que de la prédication de Paul de Tarse. François Blanchetière lui préfère le nom de nazaréisme. « Il concevait la foi comme une « Voie », une façon de vivre ; rien d'abstrait ou de dogmatique. »
Néanmoins, les attestations de Judas Thomas dans la littérature syriaque traditionnelle sont postérieures à l’évangile de Thomas d'au moins un siècle, sinon plus. Ainsi, se fondant sur l’autorité conférée à Jacques le Juste — chef de la communauté de Jérusalem — dans le logion 12 de l’évangile de Thomas et sur la version d'Eusèbe de Césarée de la Légende d'Abgar, qui fait de Thomas une autorité non à Édesse mais en Palestine, certains chercheurs penchent pour une rédaction dans les cercles proches de la communauté hiérosolymitaine, qui se serait ultérieurement diffusée en Syrie. Toutefois, les traditions disent bien que cette initiative de Thomas intervient juste après la crucifixion de Jésus et donc probablement avant que les apôtres partent évangéliser chacun une région du monde, ce qui expliquerait que cela se déroule apparemment en Palestine. D'autres écrits datant du IIe siècle attribuent à Jacques le Juste l'initiative d'avoir envoyé Judas Thaddée au roi Abgar V.

## L'hypothèse d'un écrit gnosticisant
Dans les premières années après sa découverte, l’évangile selon Thomas a été classé dans les écrits gnostiques — à l’instar des autres traités de la collection de Nag Hammadi — caractérisés alors par le refus gnostique du monde. Certains chercheurs y ont ainsi vu une relecture gnostique des évangiles canoniques. Le deuxième logion de cet évangile, réputé comme résumant la démarche gnostique et invitant à la recherche et au doute, se trouvait aussi dans l’évangile des Hébreux, totalement perdu, ou un évangile appelé « Traditions de Matthias », d'après les citations qu'en donnent les Pères de l'Église comme Clément d'Alexandrie (IIe siècle).
Plusieurs chercheurs envisagent le texte comme issu d'une tradition indépendante, et la tendance actuelle de la recherche est d'envisager le document indépendamment du problème de ses sources.
Suivant Claudio Gianotto, la rédaction de l’évangile selon Thomas prend place dans un groupe judéo-chrétien qui, s'il reconnaît l’autorité de Jacques le Juste, est porteur d'un certain radicalisme propre au mouvement de Jésus de Nazareth de son vivant. À la différence des communautés judéo-chrétiennes perpétuant les pratiques juives dont il dénie la valeur salvifique, l’auteur de l’évangile selon Thomas propose une « ascèse abstentionniste radicale » qui affirme puiser ses origines dans un enseignement ésotérique de Jésus.
Quoi qu'il en soit, le caractère gnostique du texte est désormais à relativiser : la définition du gnosticisme ne fait pas consensus et des critères de qualification dans ce sens font débat. April De Conick explique ainsi que le gnosticisme et l’évangile selon Thomas partagent un riche héritage judaïco-hermétique dont ce dernier adopte certains schémas sotériologiques[réf. non conforme]. Mais la chercheuse considère pour sa part qu'au-delà de ses influences judéo-chrétiennes, hermétiques, et encratites, le texte est marqué par le mysticisme juif qui explique son aspect ésotérique bien mieux qu'une influence gnostique. Elle argue également qu'un « usage » gnostique n'implique pas une « origine » gnostique : l’étude de l’influence de l’évangile selon Thomas sur les systèmes gnostiques du IIe siècle reste à faire.
Dans le mythe qui sous-tend l'évangile selon Thomas, indique John Paul Meier, tous  les esprits qui étaient de substance divine demeuraient initialement chez le premier principe qui est le royaume de lumière du Père. À la suite d'un cataclysme, certains esprits chutèrent en s'incarnant. Ils  ont alors oublié leur royaume de lumière d'origine. Jésus, le Fils éternel, qui ne s'est pas incarné, et qui n'a donc connu ni mort ni résurrection, est venu dans le monde pour réveiller les esprits et les libérer de l'illusion que leur demeure serait le monde matériel, et leur faire savoir que le royaume spirituel est en eux. Le monde matériel étant mauvais, la sexualité est un mal, le rôle maternel de la femme est condamné, et les adeptes du Fils sont appelés à l'ascétisme.

## Extraits
Le texte commence par : 

« Voici les paroles cachées que Jésus le Vivant a dites et qu'a écrites Didyme Jude Thomas. »

Le logion no 1 :

« Celui qui trouvera l’interprétation de ces paroles ne goûtera pas la mort »

Le logion no 2 :

« Jésus a dit : « Que celui qui cherche ne cesse pas de chercher, jusqu’à ce qu’il trouve. Et quand il aura trouvé, il sera troublé ; quand il sera troublé, il sera émerveillé, et il régnera sur le Tout. »

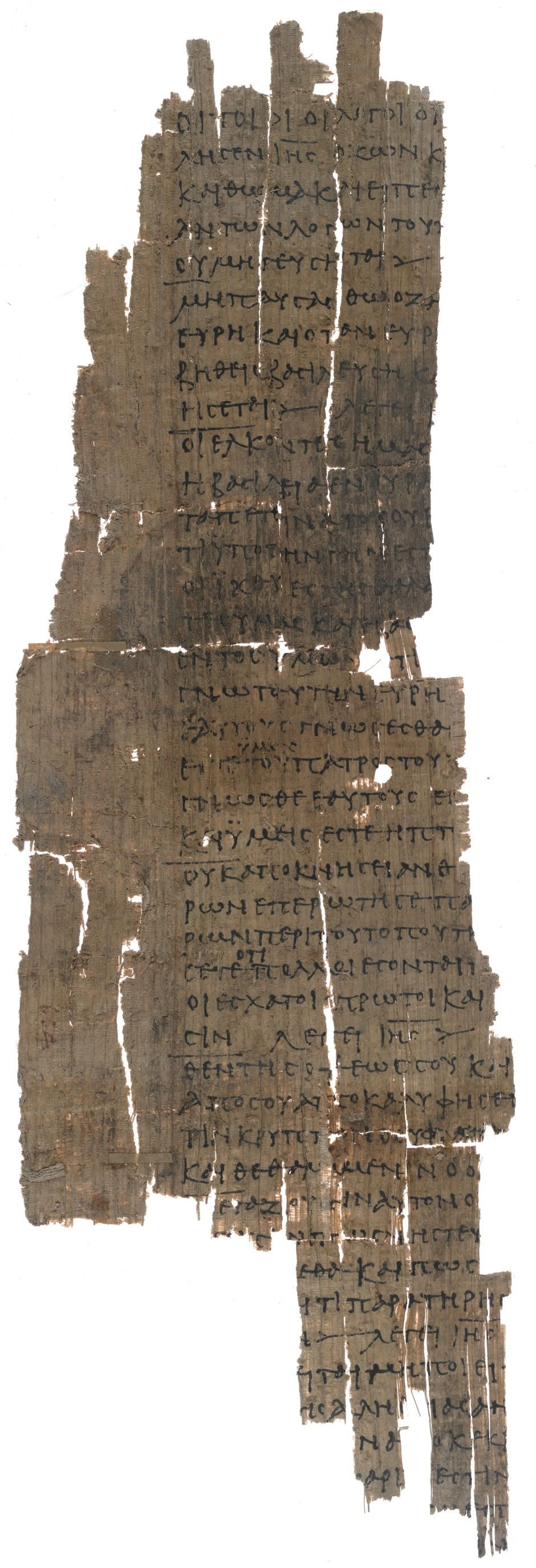
Papyrus Oxyrhynchus 654.

Le papyrus Oxyrhynchus 654 ainsi qu'une citation de Clément d'Alexandrie et l’évangile des Hébreux donnent une autre version : « et ayant été troublé, il régnera ; et ayant régné il atteindra le repos ».
Le logion no 7 : 

« Jésus a dit : « Heureux le lion que l’homme mangera, et le lion deviendra homme ; et maudit est l’homme que le lion mangera, et le lion deviendra homme. »

Dans les deux cas, le lion deviendra homme. Selon Claudio Gianotto, « le lion, dans la tradition gnostique, est le symbole du démiurge ou des passions. » « Cette parole de Jésus veut simplement souligner l’impossibilité, dans un contexte gnostique, d’une totale absorption de l’élément spirituel par l’élément matériel et passionnel. »
Le logion no 29 : 

« Si la chair est venue à l’existence à cause de l’esprit, c’est une merveille ; mais si l’esprit est venu à l’existence à cause de la chair, c’est une merveille de merveille. Et moi, je m’émerveille de ceci : comment cette richesse s'est-elle mise dans cette pauvreté ? »

Le logion no 80 : 

« Celui qui a connu le monde a trouvé le corps, mais celui qui a trouvé le corps, le monde n’est pas digne de lui. »

Le logion no 82 :

« Celui qui est près de moi est près du feu, et celui qui est loin de moi est loin du Royaume. »

Il est cité par Origène qui s'interrogeait à son sujet dans son Homélie sur Jérémie,.
Le logion no 94 :

« Celui qui cherche trouvera – à celui qui frappe de l'intérieur, on ouvrira. »

Le logion no 95 :

« Si vous avez de l'argent ne le prêtez pas avec intérêt, mais donnez-le à celui dont vous ne recevrez rien en retour. »

Le logion no 105 : 

« Jésus a dit : Celui qui connaît son père et sa mère, on l’appellera fils d’une prostituée. »

Mais une autre traduction propose : « l’appellera-t-on fils d'une prostituée ? »
Le dernier logion no 114 : 

« Simon Pierre leur dit : « Que Marie nous quitte, car les femmes ne sont pas dignes de la Vie. » Jésus dit : « Voici que moi je l’attirerai pour la rendre mâle, de façon à ce qu’elle aussi devienne un esprit vivant semblable à vous, mâles. Car toute femme qui se fera mâle entrera dans le Royaume des cieux. »

Cette idée se retrouve ailleurs dans la littérature gnostique.
Le logion 42 est le plus court et ne fait que deux phrases :

« Jésus a dit :

Soyez passants. »